# Михайлашев, Николай Афанасьевич
Николай Афанасьевич Михайлашев (19 декабря 1917 — 7 февраля 2008) — командир специальной разведывательно-диверсионной группы «Буря», старший лейтенант государственной безопасности.

## Биография
Родился 19 декабря 1917 года в станице Прочноокопская (в старину — крепость «Прочный окоп», охранявшая подступы к городу Армавиру) ныне Новокубанского района Краснодарского края в семье казака Михайлашева Афанасия. Русский. Отец Николая погиб на фронтах Гражданской войны. Мать,— Михайлашева Варвара Матвеевна  растила сына одна и была активным организатором колхозов при сплошной коллективизации. Окончил среднюю школу. Работал секретарём многотиражной газеты консервного завода.
С 1939 года — в органах НКВД СССР. Направлен в Западную Белоруссию, сначала оперуполномоченным Столинского, а затем — Ганцевичского районных отделений НКВД в Пинской области (ныне в составе ныне Брестской области). Член ВКП(б) с 1939 года.
В июне 1941 года Михайлашеву был предоставлен краткосрочный отпуск, и он поехал на родину — на Кубань. Возвращался через Москву, и в ночь на 22 июня 1941 года сел в поезд «Москва-Минск». От проводника пассажиры узнали о начале войны...
Михайлашев попытался добраться к месту службы в посёлок городского типа Ганцевичи, но этого ему сделать не удалось, так как Ганцевичский район уже был оккупирован гитлеровцами. Оперуполномоченный Михайлашев Н.А. добрался в город Могилёв, куда был эвакуирован из Минска НКВД Белорусской ССР.
Из Могилёва Н. Михайлашева направили во вражеский тыл для организации диверсионной работы. В связи с неразберихой первых дней Великой Отечественной войны его группе не досталось даже рации. С июля 1941 года Николай Михайлашев — командир группы, отделения, взвода, заместитель командира Чечерского партизанского отряда в Гомельской области. С августа 1942 года — заместитель начальника разведки отряда НКГБ СССР «Вперёд», действовавшей по линии 4-го Управления НКВД СССР. С мая 1943 года — заместитель командира по разведке Добрушской партизанской бригады имени И. В. Сталина Полесской (ныне – Гомельской) области Белоруссии, а затем — командир этой бригады; с июня по октябрь 1943 года — член Добрушского районного комитета Коммунистической партии (большевиков) Белоруссии.
Добрушская партизанская бригада имени И. В. Сталина под командованием Михайлашева насчитывала не так уж много активных «штыков», но была легка на подъём. особенно активно бригада действовала в операции «Рельсовая война» (с 3 августа по 15 сентября 1943 года).
Старший лейтенант госбезопасности Михайлашев Н.А. создавал подпольные диверсионные группы в городах: Гомеле, Добруше ныне Гомельской области, Сураже (ныне – Брянской области); разрабатывал и руководил диверсионными операциями по уничтожению электростанции, телефонной станции, нефтебазы, складов с горючим, боеприпасами, обмундированием, зенитной батареи в Гомеле, электростанции и складов с горючим и боеприпасами в Добруше.
В апреле-июле 1944 года Николай Михайлашев — командир специальной разведывательно-диверсионной группы «Буря», бойцы которой пустили под откос сорок три эшелона противника.
Указом Президиума Верховного Совета СССР от 5 ноября 1944 года за образцовое выполнение боевых заданий командования и проявленные при этом мужество и героизм старшему лейтенанту государственной безопасности Михайлашеву Николаю Афанасьевичу присвоено звание Героя Советского Союза.
С 1945 года служил в органах государственной безопасности Белорусской ССР. 
В 1953 году окончил исторический факультет Минского педагогического института. 
С 1975 года полковник Н.С. Михайлашев — в отставке. Жил в Минске. 
Умер 7 февраля 2008 года. Похоронен в Минске на Восточном (Московском) кладбище.

## Награды и звания
Награждён орденом Ленина (05.11.1944), орденами Красного Знамени (15.08.1944), Отечественной войны I степени (23.04.1985), Красной Звезды (05.11.1954), «Знак Почёта» (30.12.1948), медалями «За боевые заслуги»,  «Партизану Отечественной войны» I и II степени, другими медалями, нагрудным знаком «Почётный сотрудник госбезопасности». 
15 апреля 1999 года Указом Президента Республики Беларусь был награждён Орденом «За службу Родине» III степени.
Почётный гражданин города Сморгонь и посёлка городского типа Корма Гомельской области.

## Память
- В деревне Копище под Минском одна из улиц названа в честь Николая Михайлашева.
- В деревне Копище открыта мемориальная доска Николаю Михайлашеву на доме, по адресу: улица Николая Михайлашева, 1[2][3].
- Мурал с изображением Героя Советского Союза Николая Михайлашева и эпизода из деятельности партизанского отряда размещён на здании по улице Советской, 7, в городе Добруш (Гомельская область)[4].